# Metaphycus ferrierei
Metaphycus ferrierei är en stekelart som beskrevs av Compere 1940. Metaphycus ferrierei ingår i släktet Metaphycus och familjen sköldlussteklar.
Artens utbredningsområde är Uganda. Inga underarter finns listade i Catalogue of Life.